# Förderband

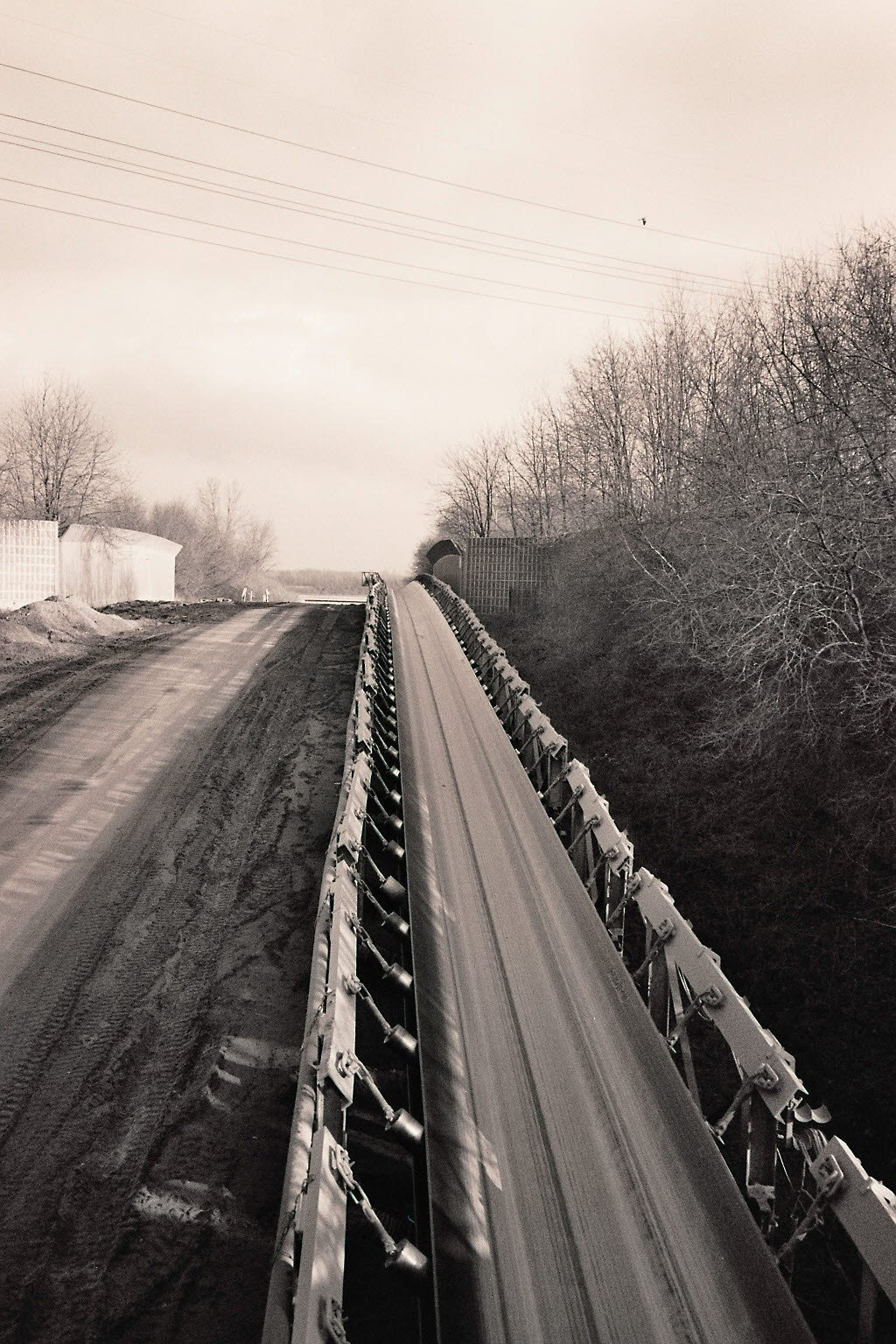
Ein Förderband in einem Braunkohletagebau

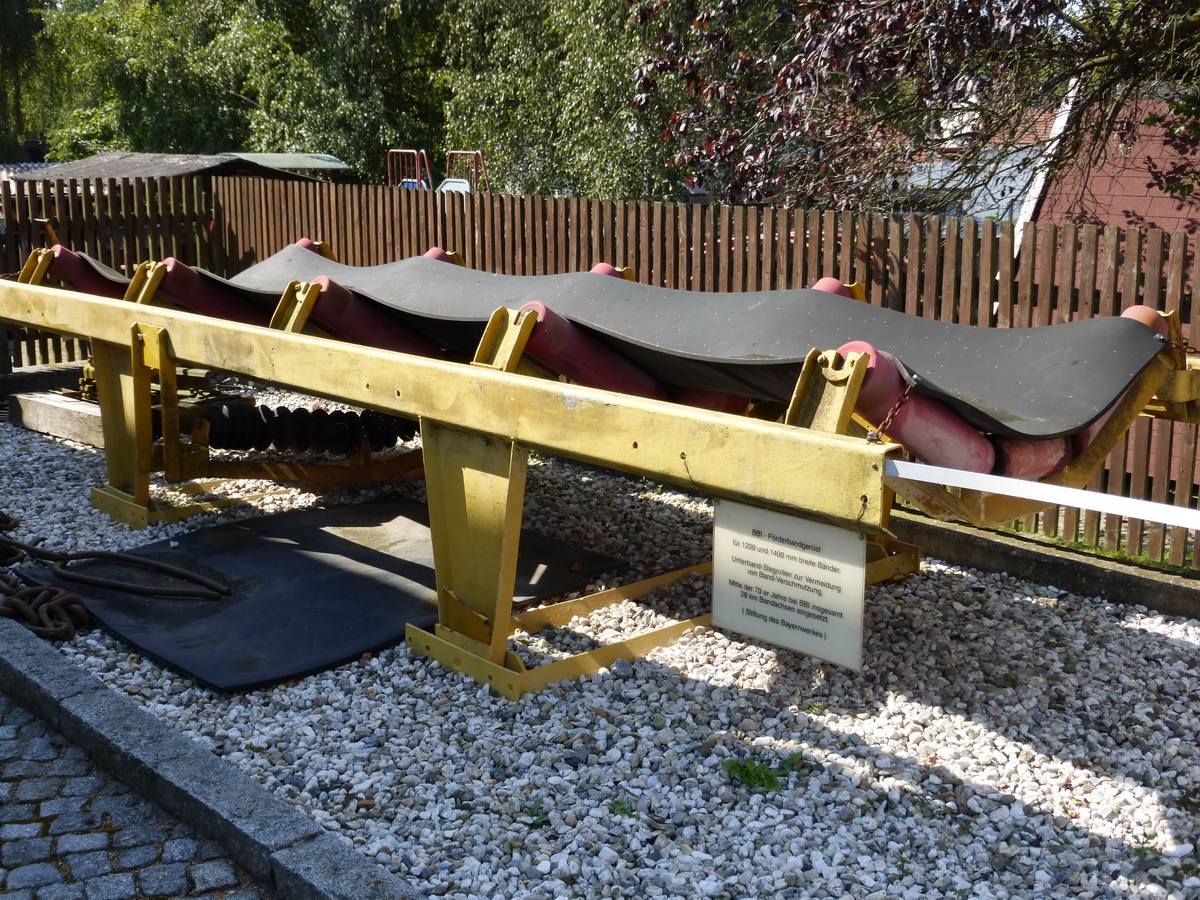
Förderband aus dem Oberpfälzer Braunkohlerevier

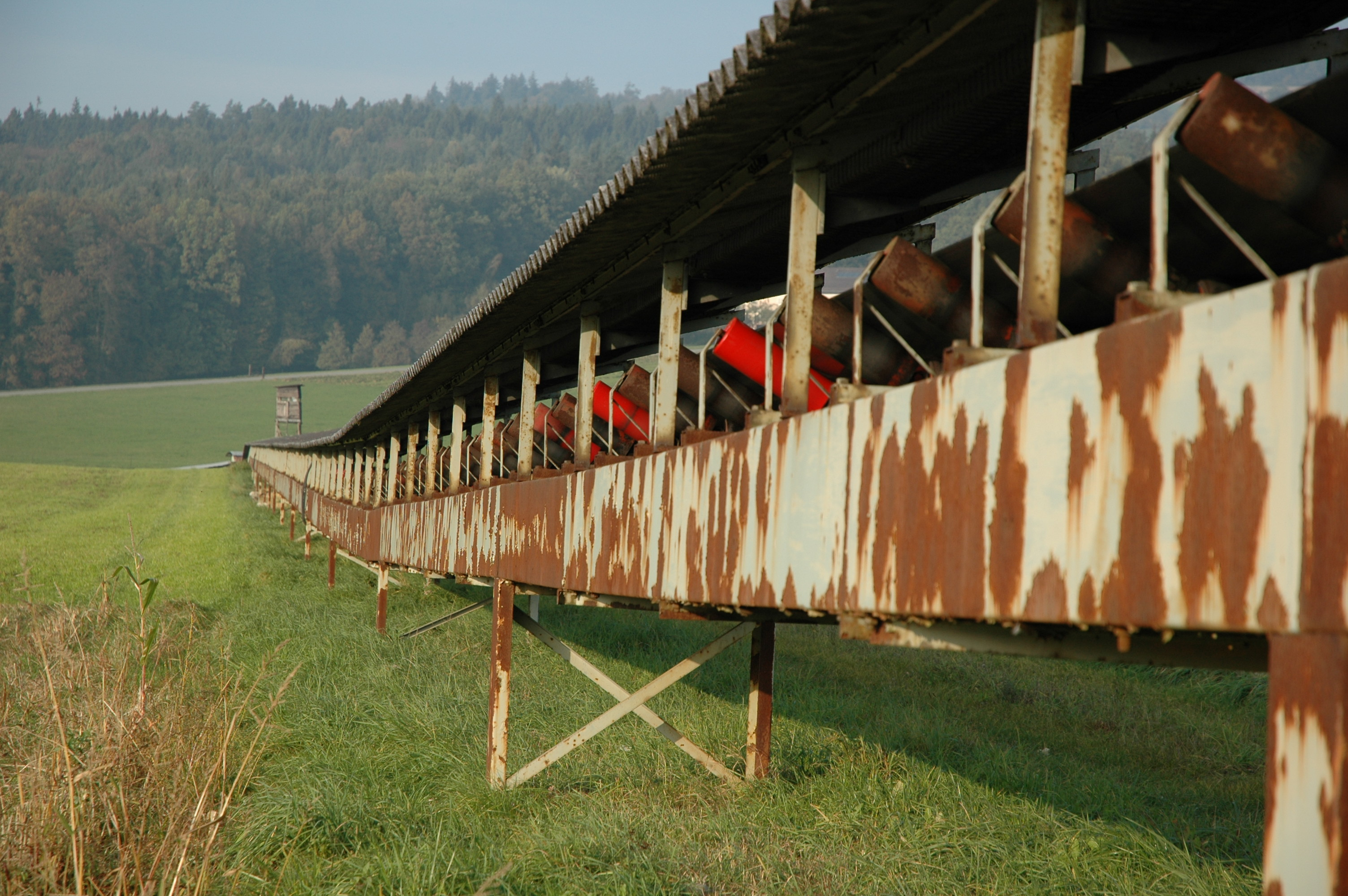
Ehemaliges Förderband zwischen einer Lehmgrube und einem Ziegelwerk

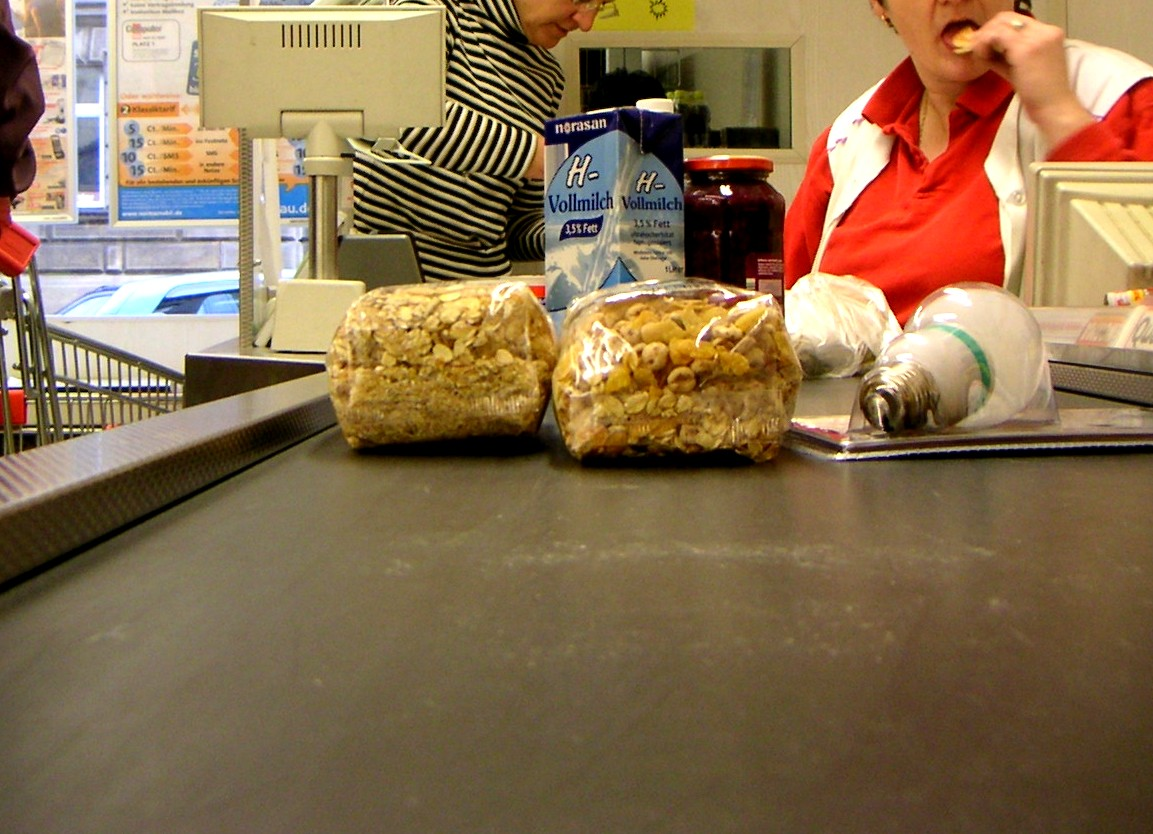
Förderband an einer Supermarktkasse

Das Förderband (auch Fließband, Transportband oder fachsprachlich Bandförderer, Gurtbandförderer oder Gurtförderer) ist eine meist stationäre Förderanlage, die zum technischen Fachbereich der Stetigförderer gehört. Förder- und Transportaufgaben im Bergbau, in der Industrie sowie auf Langstrecken, über oder unter Tage, werden seit Jahrzehnten von Förderbändern abgewickelt. Förderbänder weisen eine sehr hohe Betriebssicherheit auf und haben sich auf vielen Einsatzgebieten bewährt. Gurtförderer sind zuverlässige Transportsysteme, die ökonomisch, sehr produktiv und umweltfreundlich auf Grund ihres geringen Energiebedarfs arbeiten.
Analog zu Förderbändern wurden für die Beförderung von Personen Fahrsteige entwickelt. Sie können ähnlich genutzt werden, ihnen liegt allerdings eine andere Funktions- und Konstruktionsweise zugrunde. Ähnlich wie Förderbänder konstruiert, aber zur Benutzung durch Menschen, sind dagegen Laufbänder, sie werden üblicherweise nicht als Beförderungssysteme, sondern als Sportgeräte genutzt.

## Aufbau und Funktion
Es wird über Reibschluss einer oder mehrerer Antriebstrommeln angetrieben. Das Förderband wird sowohl für Schüttgüter (z. B. Erz) als auch für Stückgüter (Pakete) verwendet. Es ist neben Rollenförderern und Rollenbahnen der am meisten verbreitete mechanische Stetigförderer.
Das Förderband besteht im Wesentlichen aus:
- Tragkonstruktion aus Stahlbauprofilen; sie trägt die Tragrollenlager des Ober- und Untertrums, die Antriebs- und die Spannvorrichtungen
- Antriebsstation (Antriebsrolle, oft gummiert, Lager, Getriebe, Motor, mit oder ohne Kupplung)
- Umlenkstation
- Tragrollen, meist dreiteilig und mit Vorspur, die an der Aufgabestation auch gepolstert sein können
- Untergurtrollen
- Führungsrollen
- Fördergurt
- Spannstation: Die Spannstation kann als Spindelspannstation oder als Gewichtsspannstation mit oder ohne Spannwagen ausgeführt sein
- Aufgabestation
- Abwurfstation mit Übergabetrichter. Da oft schleißende Materialien gefördert werden müssen, ist eine Schleißauskleidung notwendig.
- Abstreifer, manchmal zusätzlich auch Vorabstreifer, Innenabstreifer; vor den Umlenkrollen meist innen am Untergurt als keilförmiger Pflugabstreifer
- Sicherheitseinrichtungen wie Reißleine, Drehzahlwächter, Schieflaufwächter

Gurtschieflauf stellt einen der häufigsten Ausfallgründe für einen Gurtförderer dar. Dabei bewegt sich der Gurt aufgrund verschiedener Ursachen seitlich. Wird ein maximal zulässiger Schieflauf überschritten kommt es zu Beschädigungen an Gurt, Anlage oder zur Fehlfunktion. Das häufigste Problem ist dabei eine Berührung des Gurtes mit Strukturbauelementen, die vom Fördergurt durchgeschliffen werden. Der Einsatz von seitlichen Führungsrollen ist zu vermeiden.
Gurtbandförderer, die in zwei Richtungen fördern können, werden Reversierbänder genannt. Sie werden z. B. zum Beschicken von Silogruppen eingesetzt.
Zu den Bandförderern zählen Stahlbandförderer (für höhere Temperaturen und schleißende Fördergüter) und Drahtbandförderer (für heiße bis glühende Stückgüter, als Kühlbänder), bei denen ein endloses Stahlband bzw. ein endloses Rund- oder Flachdrahtgeflecht als Zug- und Tragmittel dienen. Weitere Beispiele aus einer Vielzahl von Varianten der Bandförderer sind Magnetbandförderer zur Ausscheidung von magnetischen Bestandteilen aus dem Schüttgut (Sortierbänder von Verschrottungsanlagen) oder Teleskopbandförderer, bei denen die Förderlänge variiert werden kann.
Das heute weltweit längste Förderband befindet sich in der Westsahara: Dadurch werden über eine Strecke von ca. 100 km Phosphate von Bou Craa an die Küste des Atlantiks transportiert.

## Arbeitssicherheit
Die größte Gefahr an Gurtbandförderern ist, dass Körperteile zwischen dem Gurt und den Rollen eingezogen und abgerissen werden können. Da die Gurte in der Regel relativ schnell laufen, reicht die Reaktionszeit des Menschen nicht aus, rechtzeitig die Not-Aus-Reißleine zu betätigen. Gurtbandförderer besitzen in der Regel Antriebsenergien, die es nicht erlauben, den Gurt mit der Hand anzuhalten (typisch für einen Gurtbandantrieb in einem Steinbruch ist eine Antriebsleistung über 100 kW). Für Gurtbandförderer gelten daher strenge Sicherheitsregeln (Aufzählung nicht abschließend):
- leicht erreichbare Not-Aus-Einrichtung neben dem Gurtbandförderer, in der Regel ist das eine Reißleine
- Einzugstellen an Antriebs- und Umlenkrollen müssen verkleidet sein
- Tragrollen, über denen der Gurt nicht um mindestens 5 cm ausweichen kann, müssen verkleidet sein, dies gilt insbesondere für die Tragrollen unter der Aufgabestation und für Tragrollen, bei denen sich die Richtung des Bandes um mehr als 3° ändert (Knickrollen)
- Untergurtrollen bis zu einer Höhe von 2,5 m über der Zugangsebene müssen gegen Eingriff gesichert sein
- Ebenso müssen Einzugstellen an Spanneinrichtungen im Untergurt, Druckrollen, Bandführungsrollen und Untergurtwendestationen abgesichert werden.

Die grundsätzlichen Sicherheits- und EMV-Anforderungen für Bau und Ausrüstung ortsfester Gurtförderer für Schüttgut finden sich in der EN 620:2021. Diese europäische Norm ist eine Typ C-Norm nach EN ISO 12100.

## Eigenschaften von Bandförderern gegenüber anderen Stetigförderern
Vorteile:
- große Förderlängen, Fördermengen und Fördergeschwindigkeiten bei kleiner Antriebsleistung
- geringer Verschleiß und geringe Wartungs- und Investitionskosten
- bester Wirkungsgrad aller Stetigförderer für Schüttgut

Nachteile:
- Empfindlichkeit gegen heiße und stark schleißende Fördergüter
- nur geradlinige Förderstrecken (Ablenkungen in horizontaler Richtung sind wegen der großen Ablenkradien und des großen Führungsaufwandes nur begrenzt möglich.)
- Steigungswinkel der Förderung begrenzt (kann aber durch Profilierung des Bandes (z. B.: Rippen) erhöht werden)
- Staubdichte Ausführung nur mit permanenter Wartung oder zusätzlichen mechanischen Ausrüstungen möglich

## Sonderausführungen von Bandförderern

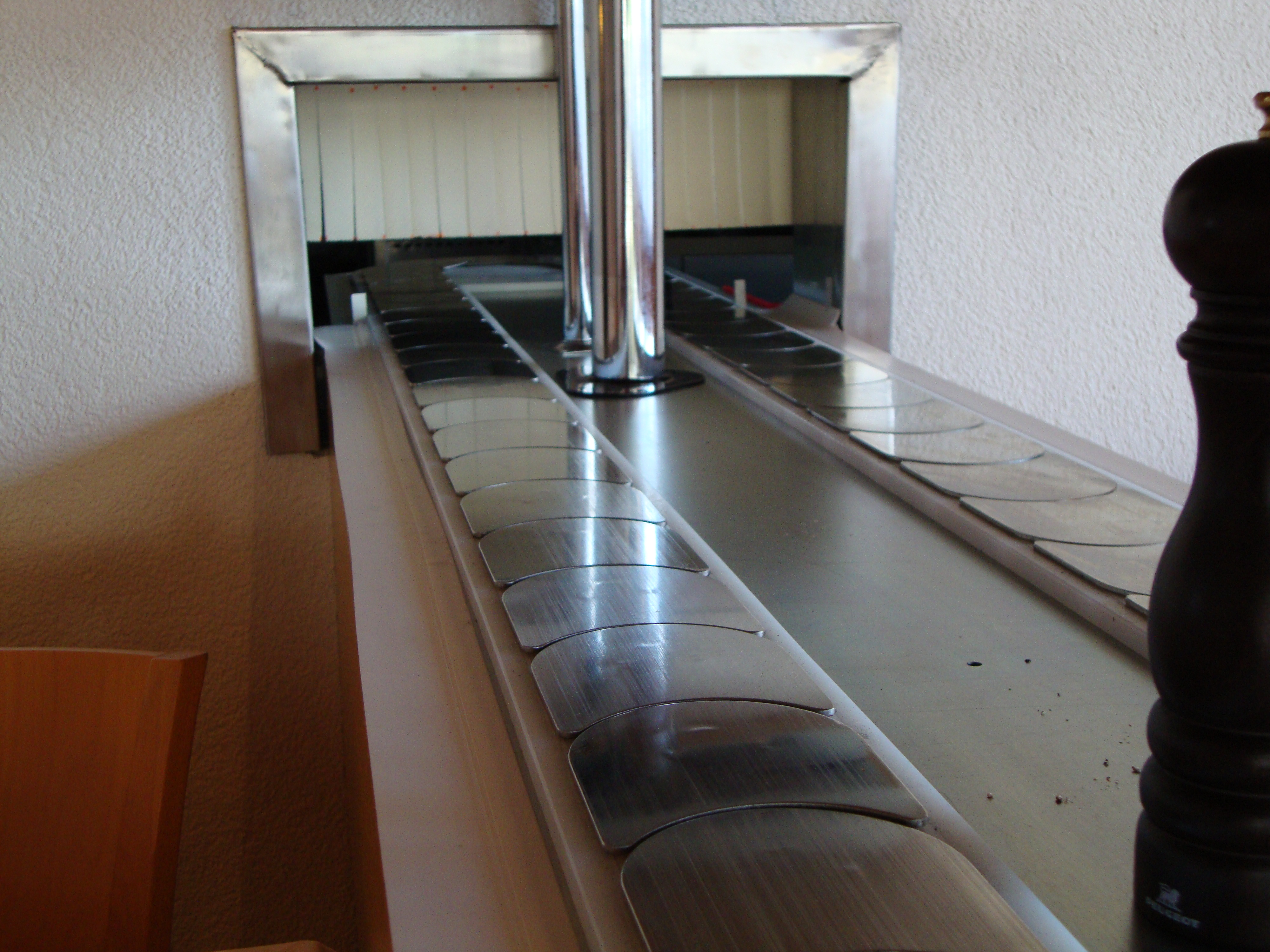
Sushi-Förderband

- Stahlbandförderer: Stahlbänder sind besonders biegesteif ⇒ große Trommeldurchmesser

Anwendung: heißes, stark schleißendes oder klebriges Fördergut
- Rohrgurtförderer sind Gurtförderer, bei denen das Förderband nach der Aufgabe zu einem Rohr geformt wird.
- Drahtbandförderer: ist besonders für Kühl- und Trocknungsbänder geeignet (kleine Trommeldurchmesser, gute Kurvenführung)
- Magnetbandförderer: für Trennung von metallischen und nichtmetallischen Fördergütern (Sortierung in Verschrottungsanlagen).

Das Gummiband wird über Plattenmagnete geführt, und metallische Gegenstände werden abgelenkt.
- Teleskopbandförderer (Förderlänge stufenlos verstellbar)

Anwendung: Be- und Entladeförderer
- Kunststoffgliederförderer (gute horizontale Auslenkung)
- Zahnriemenförderer (formschlüssiger Antrieb)
- Mobile Bandförderer (auf einem LKW montiertes, teleskopierbares Förderband)